# 坎培拉聯足球俱樂部
坎培拉聯足球俱樂部是一個根據地為澳洲坎培拉的半職業足球俱樂部。為國內頂級女子賽事澳洲女子足球聯賽的其中一隊。俱樂部成立於聯賽的首個賽季2008年。坎培拉聯是唯一不隸屬於A聯賽的球隊。

## 成績
- W聯賽:
  - W聯賽總冠軍 (1): 2011–12
  - 亞軍 (1): 2008–09
  - W聯賽優勝隊 (2): 2011–12, 2013–14

## 外部連結
- 坎培拉聯網站（页面存档备份，存于）
- Capital Football website（页面存档备份，存于）
- W聯賽官方網站（页面存档备份，存于）